# Трубацьке (Мантуровський район)
Трубацьке (рос. Трубацкое) — село в Мантуровському районі Курської області Російської Федерації.
Населення становить 117 осіб. Входить до складу муніципального утворення 2-й Засеймська сільрада.

## Історія
Населений пункт розташований на території українського етнічного та культурного краю Східна Слобожанщина.
Від 2004 року входить до складу муніципального утворення 2-й Засеймська сільрада.

## Населення
| 2002 | 2010 |
| ---- | ---- |
| 136  | ↘117 |